# Leon Witan-Dubiejkowski
Lawon Dubiejkowski, Leon Witan-Dubiejkowski, biał. Лявон Дубейкаўскi (ur. 7 lipca?/19 lipca 1869 lub 1867 w Dubiejkowie, pow. mścisławski, zm. 6 listopada 1940 w Wilnie) – białoruski działacz polityczny, architekt.

## Życiorys
W 1903 r. ukończył Petersburski Instytut Inżynieryjny. W 1909 r. został absolwentem Francuskiej Akademii Architektury. Pracował jako architekt w guberni mohylewskiej, a następnie przeniósł się do Warszawy (1910). Od 1916 r. działał w ruchu białoruskim. Był przewodniczącym Białoruskiego Komitetu Narodowego w Warszawie (1919). Kierował misją dyplomatyczną Białoruskiej Republiki Ludowej w Polsce (pierwszy konsul wolnej Republiki Białoruskiej), a od 1922 r. w Wilnie.
Pomiędzy 25 a 29 września 1921 r. uczestniczył w I Wszechbiałoruskiej Politycznej Konferencji zorganizowanej w Pradze. Był oddelegowany z ramienia Białoruskiego Komitetu Narodowego w Warszawie.
W okresie międzywojennym był jednym z budowniczych klasztoru w Niepokalanowie. Zaprojektował też budynek szkoły w Budsławiu (ok. 1916 r.).
Pochowany na wileńskim cmentarzu Na Rossie.

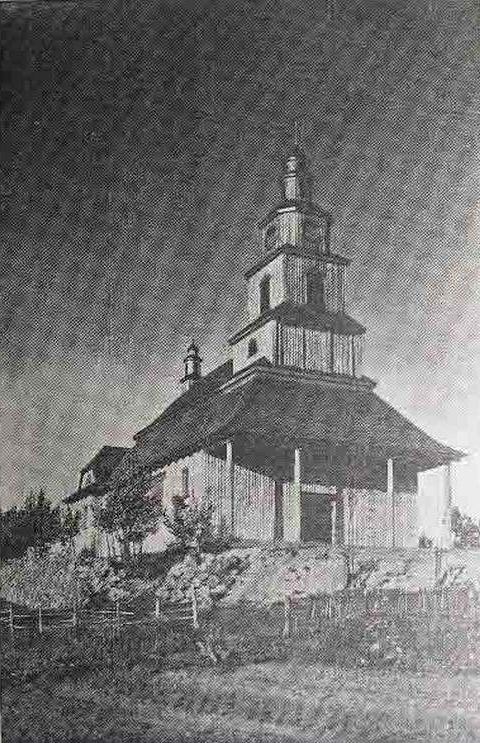
Kościół Świętych Apostołów Piotra i Pawła w Dryświatach